# Léon Bence
Léon Bence, né le 18 janvier 1929 à Licques et mort le 13 mai 1987 à Lille, est un médecin français.

## Biographie
Lauréat du Concours général de sciences naturelles lors de ses études secondaires à Saint-Omer (Pas-de-Calais), il entre ensuite à la Faculté de médecine de Lille. Après sa thèse de doctorat soutenue en 1955, ses origines paysannes et son tempérament d'homme de terrain lui font choisir une carrière de médecin de campagne.
Exerçant à Lumbres (Pas-de-Calais) pendant plus de vingt ans, il n'en demeure pas moins un perpétuel étudiant. Diplômé de médecine agricole en 1974 (Faculté de médecine de Tours), ses travaux lui valent d'être primé par la Faculté de médecine de Strasbourg en 1978.
Au sein de la Société médicale de biothérapie, il se familiarise avec les diverses biothérapies qui correspondent parfaitement à ses convictions issues de son expérience personnelle. Ses découvertes concernant la laserthérapie attirent vivement l'attention lors des congrès mondiaux de Palma (1982), de Sofia (1983) et de Brasilia (1984).
Sa dernière spécialité fut la musicothérapie qu'il a su, avec la collaboration du compositeur Max Méreaux, intégrer dans la médecine globale qui prend en charge l'homme dans sa totalité et dans sa personnalité.

## Ouvrages
- Aspects nouveaux de la soft laserthérapie (Congrès mondial d'Acupuncture - Sofia - 1983)
- Essai de thérapeutique antiasthmatique par irradiation laser des ganglions stellaires (Bence et Dussert)
- En collaboration avec le compositeur Max Méreaux :
  - La musique pour guérir (Éditions Van de Velde, traduction en italien aux Éditions Xenia à Milan)
  - Guide pratique de Musicothérapie (Éditions Dangles, traduction en espagnol aux Éditions Gedisa à Barcelone).